# Les Danaïdes
A Les Danaïdes tragédia Antonio Salieri öt felvonásos operája. Francia nyelvű librettóját Le Bailly du Roullet és L T. von Tschudi az ő tudta nélkül Ranieri de' Calzabigi olasz nyelvű műve alapján írták. Az eredeti mű ugyanabban a mitológiai témában, Christoph Willibald Gluck számára készült. Az első előadásra a Párizsi operaházban került sor 1784. április 26-án.

## Az opera létrejötte
„A Les Danaïdes szövevényes története, amely a Calzabigi és Gluck közötti végérvényes szakítást eredményezte, minden eddiginél jobban jelzi a tizennyolcadik századi operaszokást, ahol egy olyan hatalom embere, mint az Alkésztisz szerzője, és ügyes kliense, mint a fiatal Salieri ebben az esetben nem tűnik különösebben lelkiismeretesnek” – ezekkel a szavakkal foglalja össze Giovanni Carli Ballola azokat az eseményeket, amelyek a mű megalkotásához vezettek, és Salierit a párizsi színtér vezető zenészeként megerősítették. Valójában 1778 óta Calzabigi két új librettót adott az akkor Párizsban tartózkodó Glucknak, nyilvánvalóan a reform kánonjai szerint írva: egy Semiramist, amely elveszett, és egy„ Ipermestrát ” vagy Le Danaidit, egy döcögős lírai tragédiát, amely radikálisan elszakadt a zenei dráma nyomdokaitól, és Metastasio Ipermestrája poétikájávali kifejezett versengése volt. Végül 1772-ben Niccolò Piccinni alkotta meg, akit Gluck a következő években Párizsba hívott és később önmaga nagy ellenfele lett. Gluck „látta elhalványulni a nápolyi «szövegkönyv» tervet, ahol legalább négy új művet szándékozott előadni, és lemondott arról, hogy a Danaidákhoz zenét komponáljon anélkül, hogy visszaadta volna a szöveget a szerzőnek”, és az utolsó párizsi operája, az Echo et Narcisse 1779-es fiaskója és a próbák során elszenvedett agyvérzése után haza kellett térnie Bécsbe. Amikor a következő években megkapta a Académie Royale de Musique (Opera) megbízását egy új opera megkomponálására, Glucknak eszébe jutott a livornói librettista évekkel korábban neki írt „lírai tragédiája”, és „anélkül, hogy megbeszélte volna Calzabigivel, átadta a kéziratot Marie-François-Louis Gand Leblanc du Roullet-nak és Ludwig Theodor von Tschudinak (akik már irodalmi munkatársai voltak, az Alkésztisz, az Iphigénia Auliszban, illetve az Echo et Narcisse francia változata átdolgozásával és lefordításával. Nem csak emiatt, hanem mivel úgy érezte, hogy egészségi állapota miatt már nem tudja befejezni a megzenésítést, úgy döntött, hogy titokban átadja a megbízást barátjának, követőjének és kedvencének, Antonio Salierinek, aki még nem volt eléggé híres ahhoz, hogy személyesen fogadja be a barátságtalan párizsi közönség. Calzabigit megzavarta és megsértette Gluck viselkedése, és megbízta a reform megszemélyesítőjét, a kasztrált zeneszerzőt, Giuseppe Millicót, hogy zenésítse meg librettóját. Egy zártkörű, valószínűleg részleges előadást is sikerült Nápolyban 1784 februárjában (tehát a párizsi premier előtt) megrendeznie, „válogatott számú néző számára fenntartva – akik közül kiemelkedett III. Gusztáv svéd király és Razumovskij herceg „a Őfelsége Oroszország Cárnőjének követe”. Az operát azonban „soha nem adták elő [nyilvánosság előtt] a felkért szereplők szama és A. Salieri ellenségeskedése miatt.”
Amikor Salieri művét 1784. április 26-án, Les Danaïdes címmel végül nagyszerű apparátussal színpadra vitték a párizsi Opérában, Gluck először saját magának és munkatársának tulajdonította az első két felvonás zenéjét, de legalabbis azt állította, hogy Salieri az ő felügyelete alatt alkotta. Az opera fergeteges sikert aratott, és Gluck tizenkét előadás után hozzájárult ahhoz, hogy a szerzői jog teljes egészében pártfogoltjára háramoljon, aki azonnal megbízást kapott két további, Párizsban bemutatandó operára. „Azonban a tizennyolcadik századi komoly melodráma nagy megújítójának, Glucknak jár köszönet nemcsak érdeklődéséért, amely nélkül párizsi előadása elképzelhetetlen lett volna, hanem mindenekelőtt a nagyfokú pátoszért és a drámai feszültségért is, amelyet az egyedülálló tömörség és cselekményegység, a robusztus hangszerelés dallamgazdagságával és hatékonyságával hozzájárult.”

## Előadásai
Az 1784. április 26-i párizsi bemutató után az opera három évig repertoáron maradt, mígnem 1786. november 17-én elérte a harminc bemutatót. Ezt követően az 1820-as évekig további kilencvenöt alkalommal adták elő az Opérában, és másutt is Európában. Nem kevesebb mint négy különböző előadása volt, amelyek közül néhány négyfelvonásosra redukálódott, valamint más nyelvekre, például németre fordításban. 1817. október 22-én, különösen Párizsban, a Rue de Richelieu-i operaházban, az opera negyedik kiadását mutatták be, ismét az Académie Royale de Musique számára, Gaspare Spontini vezényletével és egy „Gran Bacchanale” kiegészítéssel, amelyet ő írt, más zenéket pedig Louis-Luc Loiseau de Persuis, Henri-François Berton és Ferdinando Paër. Valószínűleg ennek a (vagy egy hasonló) előadásnak a felújítása volt az, amely néhány évvel később mélyen megrázta a fiatal Berliozt, aki éppen Párizsba érkezett, s aki később azt mondta, hogy ugyanakkor rendkívül „felizgatták és zavarba hozták” a spontán-interpolációk.

## Szerepek és előadóik
| Szerep                                | Hangfekvés             | Az 1784. április 26-i bemutatón                                          |
| ------------------------------------- | ---------------------- | ------------------------------------------------------------------------ |
| Hüpermnésztra                         | szoprán                | Antoinette-Cécile de Saint-Huberty                                       |
| Danaosz                               | basszus                | Henri Larrivée                                                           |
| Lünkeusz                              | tenor                  | Étienne Lainez                                                           |
| Pélagosz, a Danaosz-gárda parancsnoka | basszus                | Moreau                                                                   |
| Planchippe, Hüpermnésztra nővére      | szoprán                |                                                                          |
| az őrség három tisztje                | egy bariton, két tenor | Louis-Claude-Armand Chardin, "Chardiny", Dufresnay, Jean-Joseph Rousseau |

## Cselekmény
A görög mitológiában Danaosz és Aigüptosz ikertestvérek voltak, Bélosz fiai, egy mitikus egyiptomi királyság királyáé, és maguk is ötven leány (a danaidák) és ötven fiú (Aigüptosz fiai) szülei voltak. Danaosz kénytelen volt eredeti hazájába, Argoszba menekülni a testvére által elszenvedett bitorlás és üldözés következtében. Az opera ez utóbbi halálával kezdődik, amikor Danaosz meghívására a család két ága közötti kibékülést ünneplik, amelyet a danaidák és az egyiptomiak közötti keresztházasság révén szentesítenek, a librettóban redukálva összesen harminckét szereplővel (az eredeti mítoszban szereplő száz helyett).

### I. felvonás
Danaosz és Lünkeusz, az elhunyt Aigüptosz örököse megesküszik, hogy elfojtja mindazt a haragot, amely a család két ágát kettéválasztotta, Danaosz pedig felkéri lányait, hogy csatlakozzanak az egyiptomiakhoz, a két elsőszülött, éppen Lünkeusz irányítása alatt és Hüpermnésztra, akik a második jelenetben örülnek a rájuk kimért sorsnak, hiszen már titkos szerelmi kapcsolat köti össze őket.

### II. felvonás
Nemezisz istennő oltára előtt Danaosz, aki egy orákulumtól fél, aki Egyiptom leszármazottaitól megjósolta a halálát, hamisan felfedi lányainak, hogy az egyiptomiak apjuk gyűlölködő terveit szándékoznak végrehajtani, és ezért azt javasolják, hogy saját magával együtt vágják le őket az esküvő alkalmával; majd megkéri őket, hogy akadályozzák meg őket, és esküdjenek meg, hogy megölik őket azokkal a tőrökkel, amelyeket mindegyiküknek biztosít. Hüpermnésztra remeg, de nem csatlakozik az eskühöz. A második jelenetben Danaosz, miután észrevette lánya viselkedését, haragosan megtámadja őt, és arra kéri, hogy tartsa tiszteletben szülői akaratát, és mivel nem hajlandó, Danaosz azonnali halállal fenyegeti őt és szeretőjét is, ha a lány engedi, hogy valami kiszivárogjon apja szándékaiból. A harmadik jelenet egyfajta őrületjelenet, amelyben a magára hagyott Hüpermnésztra kétségbeesését fejezi ki.

### III. felvonás
Az esküvői ünnepség táncokkal, dalokkal és Bacchusnak szóló koccintással kezdődik, de amikor Lünkeusz egy kupa borral kínálja Hüpermnésztrát, rémület jeleit mutatja, hogy megmérgezheti, és így döbbenten hagyja jegyesét, egyúttal arra készteti, hogy az apja beavatkozzon, attól tartva, hogy felfed valamit, és ezért titokban megismetli halálos fenyegetéseit. Hüpermnésztra ismét kétségbeesésében elhagyja a jelenetet, amelyet Pelagosz követ, akit Danaosz bízott meg az őrzésével. Az utolsó két jelenetet egy balett-pantomim foglalja el, amely a danaiak viccelődését és házastársának leitatását ábrázolja, majd a párokat a menyasszonyi szobák felé vezetik.

### IV. felvonás
Miután utoljára hiába próbálta meggyőzni apját, hogy hagyjon fel a bosszú bűnös szándékával (első jelenet), Hüpermnésztra az istenekhez fordul, és azt kéri, hogy valahogy távolítsák el Lünkeuszt a halál palotájából (második jelenet). Amikor belép, Hüpermnésztra minden módon könyörög neki, hogy távozzon, de nem hajlandó megmondani, miért; ez arra készteti a fiatal férfit, hogy gyanakodjon a hűtlenségére, ami azonban eltűnik, amikor a nő kétségbeesett fenyegetésével szembesül, hogy leszúrja magát a tőrrel, amelyet valójában neki szántak (harmadik jelenet). A negyedik jelenet először Pelagusz belépését látja, aki Danaoszt elárulva meghívja Lünkeuszt, hogy kövesse őt, majd Hüpermnésztra szívszaggató kinyilatkoztatása, hogy nővérei lemészárolják az egyiptomiakat. Lünkeusz nem hajlandó menekülni, ehelyett testvérei megmentésére fut, akiknek kétségbeesett kiáltásai töltik be a jelenetet, miközben a nő eszméletlenül összeesik.

### V. felvonás
Az első jelenetben Hüpermnésztra rájön, és azt gondolva, hogy férjét megölték, kiáll a szülő kegyetlensége ellen, de amikor az erőszakosan belép (második jelenet), és nem látva Lünkeusz holttestét, számon kéri, a nő, aki megérti, hogy férje megmenekült, köszönetet mond az isteneknek, és megvetően megveti apja bosszúját, és elhagyja a termet. Danaosz azonban örül annak az ötletnek, hogy Lünkeusz biztosan nem hagyhatta volna el a palotát, ezért keresi őt, hogy megölje (harmadik jelenet). A negyedik jelenetet Plancippe és a danaidák kórusa foglalja el, akik véres tőrökkel hatolnak be a színpadra, az alkohol hatása alatt átadják magukat az öröm vad dalainak, mígnem csatlakozik hozzájuk apjuk (5. jelenet), aki tájékoztatja őket Hüpermnésztra árulásáról, és rábírja őket, hogy találják meg a túlélő Lünkeusz, akinek még mindig valahol a palotában kell elrejtve lennie, és mészárolják le. Magára hagyva (hatodik jelenet) Danaosz az istenek ellen küzd, akik úgy tűnik, csak maguknak akarják fenntartani a bosszú édes élvezetét. A következő négy jelenetben először két gárdatiszt lép be, akik bejelentik Danaosznak, hogy Lünkeusz katonáival megtámadja a palotát, miután megölte a feldühödött Danaidákat, és ezzel bosszút áll a testvéreiért. Ezt követően Hüpermnésztra kerül a színpadra, akin az apa most szeretné kiélni bosszúálló haragját, de egy harmadik tiszt bejelenti neki, hogy most már mindennek vége, mert még a követői is undorodva csatlakoztak Lünkeuszhoz, és amikor ő nekilát, hogy leszúrja lányát, az őrség egykori parancsnoka, Pelagosz a helyszínre tör (Lünkeusz és az emberek kíséretében), aki meggátolja őt azzal, hogy sorra megöli, annak ellenére, hogy Hüpermnésztra kétségbeesett kegyelmet kért férjétől. A tizenegyedik jelenet Lünkeusz és azokat az embereket mutatja, akik elborzadva a történtektől, arra készülnek, hogy megszökjenek e katasztrofális helyről, amelyet hamarosan elnyel a pokol, és hogy bevezesse Hmostüpermnésztrát Lünkeusz királyságába, amelyet "Ízisz boldog birodalmaként" határoznak meg. Az utolsó jelenet nagy hatású: a villámcsapástól megtört és lángok által felemésztett palota elsüllyed és eltűnik a Tartaroszban, ahol a hallgatag Danaoszt meg síró és kétségbeesett lányait a legkegyetlenebb büntetés tárgyává teszik. Könyörögnek a démonoknak, hogy hagyják abba kínzásukat, de kérlelhetetlenül kijelentik, hogy ez a fájdalom örökké tart.

## Diszkográfia
A karakterek a következő sorrendben vannak említve: Hüpermnésztra, Danaosz, Lünkeusz, Plancippe, Pélagosz, első tiszt, második tiszt, harmadik tiszt
- Montserrat Caballé, Jean-Philippe LaFont, Christer Bladin, Maria Trabucco, Andrea Martin (Pelagus/első tiszt), Carlo Tuand (második és harmadik tiszt), rendező: Gianluigi Gelmetti ; kórusvezető: Ine Meisters; RAI Szimfonikus Zenekar és Római Kórus, 1983
- Margaret Marshall, Dimitri Kavrakos, Raul Giménez, Clarry Bartha, Andrea Martin (Pelagus/első tiszt), Enrico Cossutta (második és harmadik tiszt); karmester: Gianluigi Gelmetti, az SWR Radio Stuttgart Szimfonikus Zenekara és Kórusa, 1990
- Sophie Marin-Degor, Hans Christoph Begemann, Christoph Genz, Kirsten Blaise, Wolfgang Frisch, Sven Jüttner, Daniel Sütö, Jürgen Deppert; rendező: Michael Hofstetter ; kórusvezető: Jan Hoffmann, Chor und Orchester der Ludwigsburger Schlossfestspiele, 2007

## Fordítás
- Ez a szócikk részben vagy egészben  a   Les Danaïdes című olasz Wikipédia-szócikk ezen változatának fordításán alapul.  Az eredeti cikk szerkesztőit annak laptörténete sorolja fel. Ez a jelzés csupán a megfogalmazás eredetét és a szerzői jogokat jelzi, nem szolgál a cikkben szereplő információk forrásmegjelöléseként.

## Bibliográfia
- (angolul) Bruce Alan Brown, Calzabigi [Calsabigi], Ranieri (Simone Francesco Maria) de' [de, da], in Stanley Sadie (a cura di), op. cit., I, pp. 694–696
- Giovanni Carli Ballola, Antonio Salieri, in AA.VV., Storia dell'Opera (ideata da Guglielmo Barblan e diretta da Aberto Basso), Torino, UTET, 1977, vol. I,2, pagg. 121-128 (fonte disponibile online, con integrazioni da successiva stesura anch'essa edita dalla UTET, sul sito Il portale dell'arte di Rodoni.ch, consultato il 18 settembre 2010)
- Salvatore Caruselli (a cura di), Grande enciclopedia della musica lirica, Roma, Longanesi &C. Periodici S.p.A.
- Marina Mayrhofer, Metastasio-Piccinni, “Ipermestra”: le eccezioni del caso, in Jacopo Pellegrini e Guido Zaccagnini (a cura di), Vivere senza Paura. Scritti per Mario Bortolotto, Torino, EDT, 2007, pp. 111–130. ISBN 978-88-6040-076-5,
- (angolul) Spire Pitou, The Paris Opéra. An Encyclopedia of Operas, Ballets, Composers, and Performers – Rococo and Romantic, 1715-1815, Westport/London, Greenwood Press, 1985. ISBN 0-313-24394-8
- (angolul) John A. Rice, Antonio Salieri & Viennese Opera, Chicago, University of Chicago Press, 1998, p. 311. ISBN 0-226-71125-0 (cloth) o ISBN 0-226-71126-9 (paper)
- (angolul) John A. Rice, Danaïdes, Les, in Stanley Sadie (a cura di), op. cit., I, p. 1058
- (angolul) John A. Rice, Salieri, Antonio, in Stanley Sadie (a cura di), op. cit., IV, pp. 141–144
- (angolul) John A. Rice, The operas of Antonio Salieri as a reflection of Viennese opera, 1770 - 1800, in David Wyn Jones (a cura di), Music in eighteenth-century Austria, Cambridge, Cambridge University Press, 1996, pp. 215–217. ISBN 0-521-45349-6
- (angolul) Stanley Sadie (a cura di), The New Grove Dictionary of Opera, New York, Grove (Oxford University Press), 1997. ISBN 978-0-19-522186-2
- (németül) Ignaz Franz Edler von Mosel, Über das Leben und die Werke des Anton Salieri, Bad Honnef, Bock, 1999, ISBN 3870664940